# Élections législatives de 1981 dans le Cher
Les élections législatives françaises de 1981 dans le Cher se déroulent les 14 et 21 juin 1981.

## Élus
| Circonscription | Député sortant                                 | Parti | Parti | Député élu ou réélu | Parti | Parti |
| --------------- | ---------------------------------------------- | ----- | ----- | ------------------- | ----- | ----- |
| 1re             | Henri Moulle suppléant de Jean-François Deniau |       | RPR   | Jacques Rimbault    |       | PCF   |
| 2e              | Jean Boinvilliers                              |       | RPR   | Jean Rousseau       |       | PS    |
| 3e              | René Dubreuil suppléant de Maurice Papon       |       | RPR   | Berthe Fiévet       |       | PS    |

## Positionnement des partis
Le Parti socialiste et le Parti communiste français, sous l'appellation « majorité d'union de la gauche », se présentent dans les trois circonscriptions du département. Le PS soutient Bernard Gourdon, Jean Rousseau et Berthe Fiévet tandis que le PCF présente Jacques Rimbault, maire de Bourges, Fernand Micouraud, maire de Vierzon, et Marguerite Renaudat.
Réunie dans l'Union pour la nouvelle majorité (UNM), la majorité sortante soutient elle aussi des candidats dans l'ensemble des circonscriptions, dont Jean Boinvilliers, député sortant de la 2e circonscription. Dans la 1re circonscription (Bourges), Jean-François Deniau, élu en 1978 et remplacé après sa nomination au gouvernement, est à nouveau candidat et dans la 3e (Saint-Amand-Montrond), Maurice Papon, lui aussi remplacé par son suppléant René Dubreuil à la suite de sa nomination comme ministre du Budget du gouvernement Barre, est candidat suppléant de Serge Vinçon. Dans le détail, l'UNM compte 2 candidats RPR et 1 UDF (PR).
Par ailleurs, deux candidats classés divers droite se présentent : Didier Doucet, « candidat d'action républicaine », dans la circonscription de Vierzon - Sancerre et Pierre Caldi, maire de Sancoins, dans celle de Saint-Amand-Montrond.
Du côté des écologistes, on compte quatre candidats dans les trois circonscriptions, dont deux dans la troisième alors que l'extrême gauche présente deux candidats Lutte ouvrière et un du « Front socialiste ». Enfin, on remarque la présence d'un gaulliste de progrès dans la 3e circonscription et d'un candidat divers gauche dans la 2e.

## Résultats

### Résultats à l'échelle du département
| Parti          | Parti                              | Premier tour | Premier tour | Second tour | Second tour | Sièges |
| Parti          | Parti                              | Voix         | %            | Voix        | %           | Sièges |
| -------------- | ---------------------------------- | ------------ | ------------ | ----------- | ----------- | ------ |
|                | Parti socialiste                   | 43 294       | 27,16        | 60 793      | 35,13       | 2      |
|                | Parti communiste français          | 40 704       | 25,53        | 33 440      | 19,33       | 1      |
|                | Majorité présidentielle            | 83 998       | 52,69        | 94 233      | 54,46       | 3      |
|                |                                    |              |              |             |             |        |
|                | Rassemblement pour la République   | 32 785       | 20,56        | 47 864      | 27,66       | 0      |
|                | Union pour la démocratie française | 25 733       | 16,14        | 30 945      | 17,88       | 0      |
|                | Divers droite                      | 10 891       | 6,83         |             |             | 0      |
|                | Union pour la nouvelle majorité    | 69 409       | 43,54        | 78 809      | 45,54       | 0      |
|                |                                    |              |              |             |             |        |
|                | Divers écologiste                  | 3 298        | 2,07         |             |             | 0      |
|                | Extrême gauche                     | 1 638        | 1,03         | 0           |             |        |
|                | Gaullistes d'opposition            | 579          | 0,36         | 0           |             |        |
|                | Divers gauche                      | 506          | 0,32         | 0           |             |        |
|                |                                    |              |              |             |             |        |
| Inscrits       | Inscrits                           | 220 118      | 100,00       | 220 041     | 100,00      | 3      |
| Abstentions    | Abstentions                        | 58 494       | 26,57        | 43 140      | 19,61       |        |
| Votants        | Votants                            | 161 624      | 73,43        | 176 901     | 80,39       |        |
| Blancs et nuls | Blancs et nuls                     | 2 196        | 1,36         | 3 859       | 2,18        |        |
| Exprimés       | Exprimés                           | 159 428      | 98,64        | 173 042     | 97,82       |        |

### Résultats par circonscription

#### Première circonscription (Bourges)
| Candidat       | Candidat                     | Parti             | Premier tour | Premier tour | Second tour | Second tour |  |
| Candidat       | Candidat                     | Parti             | Voix         | %            | Voix        | %           |  |
| -------------- | ---------------------------- | ----------------- | ------------ | ------------ | ----------- | ----------- |  |
|                | Jean-François Deniau sortant | UDF (PR)          | 25 733       | 42,91        | 30 945      | 48,06       |  |
|                | Jacques Rimbault élu         | PCF               | 17 151       | 28,60        | 33 440      | 51,94       |  |
|                | Bernard Gourdon              | PS                | 15 120       | 25,21        | Retrait     | Retrait     |  |
|                | Jacques Morin                | Divers écologiste | 1 322        | 2,20         |             |             |  |
|                | Colette Cordat               | LO                | 640          | 1,07         |             |             |  |
|                |                              |                   |              |              |             |             |  |
| Inscrits       | Inscrits                     | Inscrits          | 82 809       | 100,00       | 82 776      | 100,00      |  |
| Abstentions    | Abstentions                  | Abstentions       | 22 243       | 26,86        | 16 626      | 20,09       |  |
| Votants        | Votants                      | Votants           | 60 566       | 73,14        | 66 150      | 79,91       |  |
| Blancs et nuls | Blancs et nuls               | Blancs et nuls    | 600          | 0,99         | 1 765       | 2,67        |  |
| Exprimés       | Exprimés                     | Exprimés          | 59 966       | 99,01        | 64 385      | 97,33       |  |

#### Deuxième circonscription (Vierzon)
| Candidat       | Candidat                  | Parti             | Premier tour | Premier tour | Second tour | Second tour |  |
| Candidat       | Candidat                  | Parti             | Voix         | %            | Voix        | %           |  |
| -------------- | ------------------------- | ----------------- | ------------ | ------------ | ----------- | ----------- |  |
|                | Jean Boinvilliers sortant | RPR (UNM)         | 20 066       | 36,00        | 26 560      | 44,12       |  |
|                | Jean Rousseau élu         | PS                | 15 332       | 27,51        | 33 642      | 55,88       |  |
|                | Fernand Micouraud         | PCF               | 14 335       | 25,72        | Retrait     | Retrait     |  |
|                | Didier Doucet             | Divers droite     | 3 940        | 7,07         |             |             |  |
|                | Denis Lemercier           | Divers écologiste | 880          | 1,58         |             |             |  |
|                | Sylvie Cerveau            | LO                | 675          | 1,21         |             |             |  |
|                | Pierre Malraux            | Divers gauche     | 506          | 0,91         |             |             |  |
|                |                           |                   |              |              |             |             |  |
| Inscrits       | Inscrits                  | Inscrits          | 76 055       | 100,00       | 76 034      | 100,00      |  |
| Abstentions    | Abstentions               | Abstentions       | 19 520       | 25,67        | 14 562      | 19,15       |  |
| Votants        | Votants                   | Votants           | 56 535       | 74,33        | 61 472      | 80,85       |  |
| Blancs et nuls | Blancs et nuls            | Blancs et nuls    | 801          | 1,42         | 1 270       | 2,07        |  |
| Exprimés       | Exprimés                  | Exprimés          | 55 734       | 98,58        | 60 202      | 97,93       |  |

#### Troisième circonscription (Saint-Amand-Montrond)
| Candidat       | Candidat            | Parti             | Premier tour | Premier tour | Second tour | Second tour |  |
| Candidat       | Candidat            | Parti             | Voix         | %            | Voix        | %           |  |
| -------------- | ------------------- | ----------------- | ------------ | ------------ | ----------- | ----------- |  |
|                | Berthe Fiévet élue  | PS                | 12 842       | 29,37        | 27 151      | 56,03       |  |
|                | Serge Vinçon        | RPR (UNM)         | 12 719       | 29,09        | 21 304      | 43,97       |  |
|                | Marguerite Renaudat | PCF               | 9 218        | 21,08        | Retrait     | Retrait     |  |
|                | Pierre Caldi        | Divers droite     | 6 951        | 15,90        |             |             |  |
|                | Danielle Even       | Divers écologiste | 762          | 1,74         |             |             |  |
|                | Jean Bernard        | Divers (GO)       | 579          | 1,32         |             |             |  |
|                | Brigitte Boutes     | Divers écologiste | 334          | 0,76         |             |             |  |
|                | Frédéric Lamouroux  | Extrême gauche    | 323          | 0,74         |             |             |  |
|                |                     |                   |              |              |             |             |  |
| Inscrits       | Inscrits            | Inscrits          | 61 254       | 100,00       | 61 231      | 100,00      |  |
| Abstentions    | Abstentions         | Abstentions       | 16 731       | 27,31        | 11 952      | 19,52       |  |
| Votants        | Votants             | Votants           | 44 523       | 72,69        | 49 279      | 80,48       |  |
| Blancs et nuls | Blancs et nuls      | Blancs et nuls    | 795          | 1,79         | 824         | 1,67        |  |
| Exprimés       | Exprimés            | Exprimés          | 43 728       | 98,21        | 48 455      | 98,33       |  |